# 絞刀
鉸刀（Reamer）為一種用於金屬加工的旋轉切削工具。外型為螺旋形，如鑽頭的刀片的直線形狀。根據不同的應用，有分為精密鉸刀和非精密鉸刀。精密絞刀被設計在微小的擴孔，且具有高度的準確性，使孔洞兩側保持平滑。非精密刀用於基本的擴大孔洞或去除毛邊。擴大孔的過程稱為鉸孔。
有許多不同類型的鉸孔器，它們可以設計成手工工具或機床工具，例如銑床或鑽床。

## 鉸刀類型
常用絞刀分扁形、錐形兩種。
- 扁形的有兩面刃鋒。
- 錐形的有多面刃鋒。

### 鉸孔刀
鉸孔刀 (Chucking reamer) ，又稱機用鉸孔刀，是在車床、電鑽等機器中，較常見的鉸孔工具，可以提供孔洞的平滑表面。它們具有多種螺旋槽和切削方式（例如右旋切削、左螺旋、直槽），以及不同類型的柄。鉸孔刀可以使用直柄或莫氏錐度來製造。

### 直柄鉸孔刀
直柄鉸孔刀 (Straight reamer) 用在將孔洞輕微擴大。鉸孔刀的進入端會有輕微的錐度，其長度取決於其類型。這樣的設計在進入原始孔時能產生自動中心對位的效果。鉸孔刀的大部分長度將保持恆定直徑。
鉸孔用於製造精確的圓形孔洞和尺寸，例如具有-0/+0.02毫米（.0008英寸）的公差。這將允許定位鉸銷的強制配合，無需其他方式固定在其所在的部件中。在其他部位上，稍微放大鉸孔將能夠精確配合這些鉸销，但不會過於緊固以致於難以拆卸。
鉸孔的另一個用途是用於接收具有無螺紋肩部的專用螺栓，也稱為肩螺栓。這種螺栓通常用於結構物的地震改造中取代熱鉚接鉚釘。

#### 可調節手用鉸刀

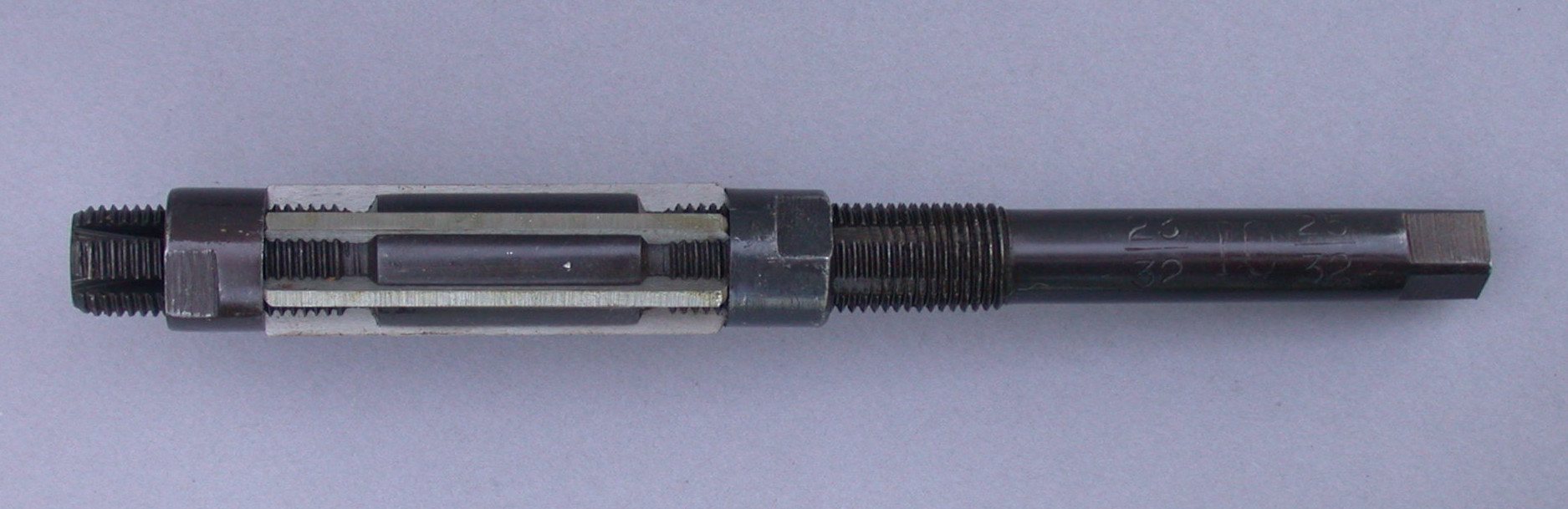
可調節手用鉸刀

可調節手用鉸刀 (Hand reamer) 在前端具有比機器鉸孔刀更長的錐度或前導部分。透過調整節兩側的螺母，使刀片能夠沿著本體上的斜底槽移動，以改變鉸刀的直徑尺寸。

#### 機械用鉸孔刀

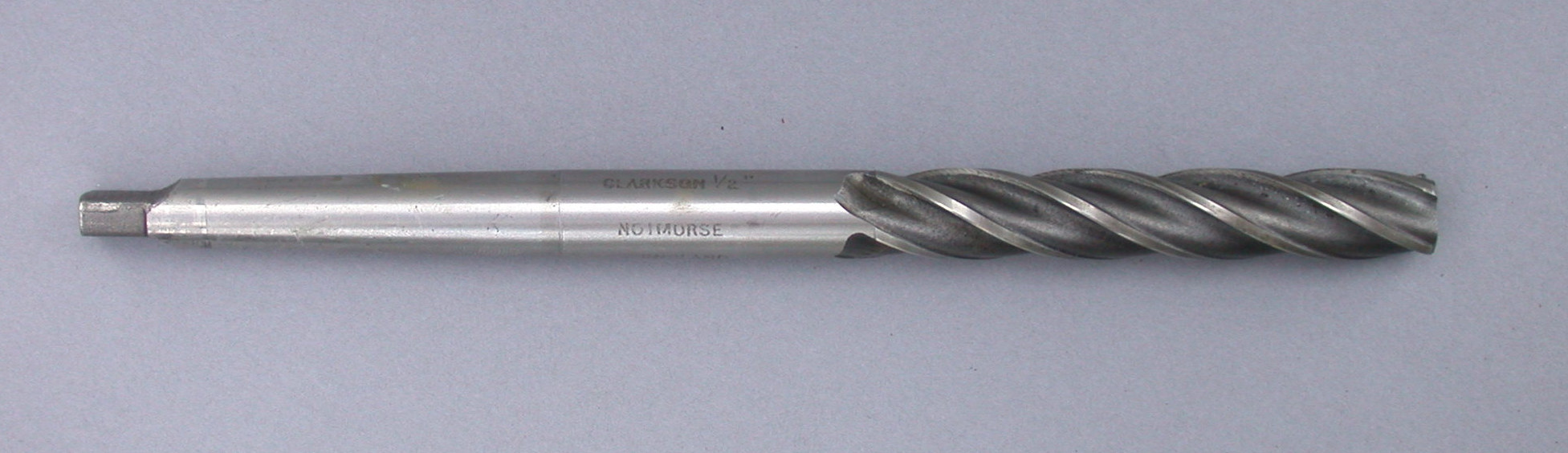
機械用鉸孔刀

機械用鉸孔刀 (Machine reamer) 的前端非常小，因為鉸孔刀和工件已經由機器預先對齊，所以不存在偏離軌跡的風險。此外，機器可以提供恆定的切削力，確保鉸孔刀立即開始切削。

### 組合鉸孔刀
組合鉸孔刀 (Combination reamer) 是一種多功能的鉸孔工具，它結合了鉸孔和計量功能。它通常具有可調節的刀片或插入物，可以根據需要調整鉸孔尺寸。組合鉸孔刀可以用於擴大孔的尺寸、改善孔的精度以及去除毛邊和瑕疵。它是一種常見且實用的鉸孔工具，廣泛應用於金屬加工、機械製造和其他領域中。組合鉸孔刀的設計和特點會因廠商和用途而有所不同，以適應不同的應用需求。

### 錐型鉸刀
錐形鉸孔刀 (Tapered reamer) 分為精密加工和非精密加工 (non-precision) 。

#### 精密加工

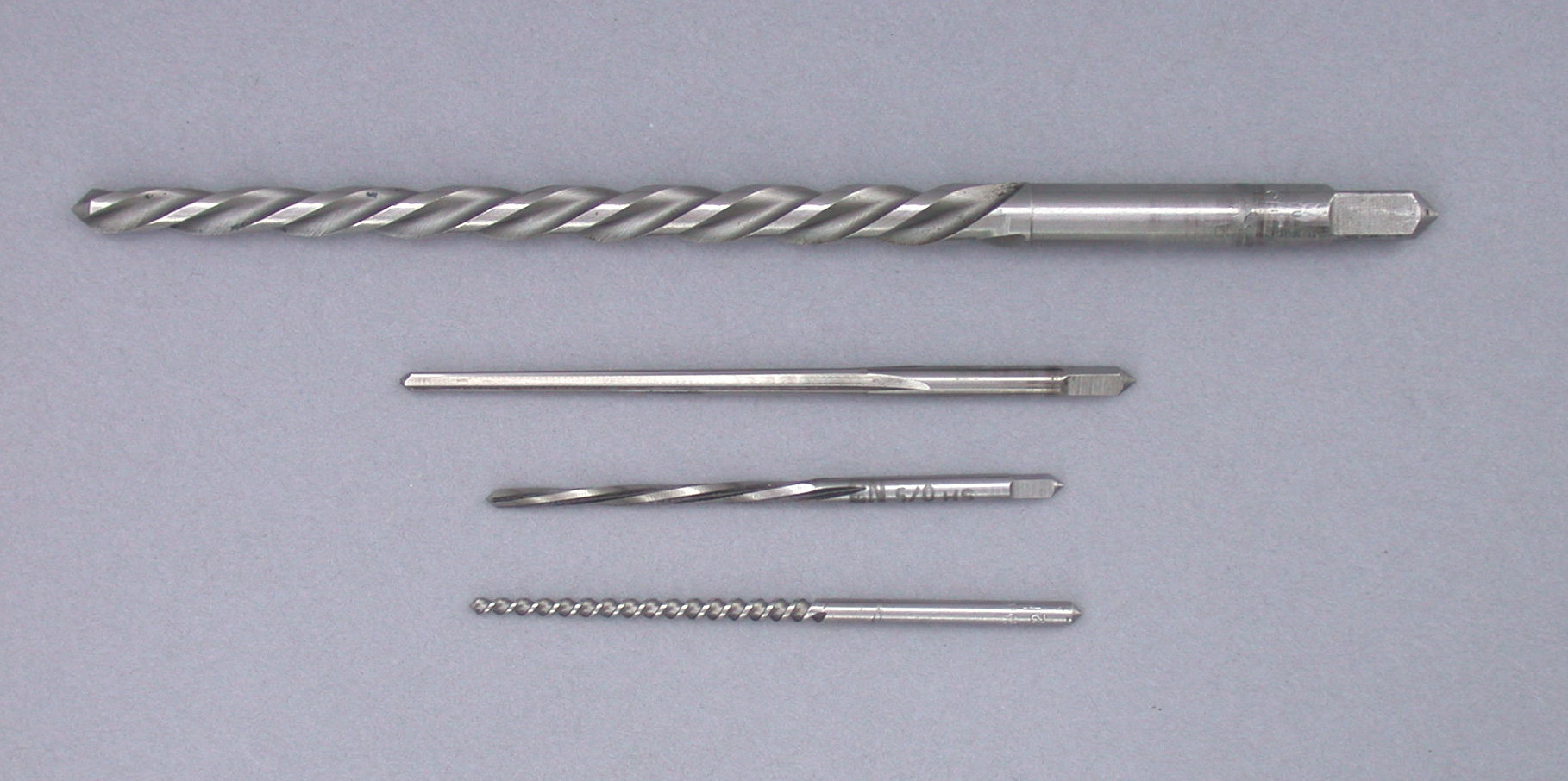
精密加工用鉸刀

精密加工用的鉸孔刀可插入一根錐形銷。由於錐度的角度較小，錐形銷是自鎖的裝置。它們可以被驅動入錐形孔中，只能用錘子和沖頭來取出。
這種精密連接常在飛機組裝中使用，且多用於連接滑翔機中使用的兩個或更多的機翼部位。

#### 非精密加工

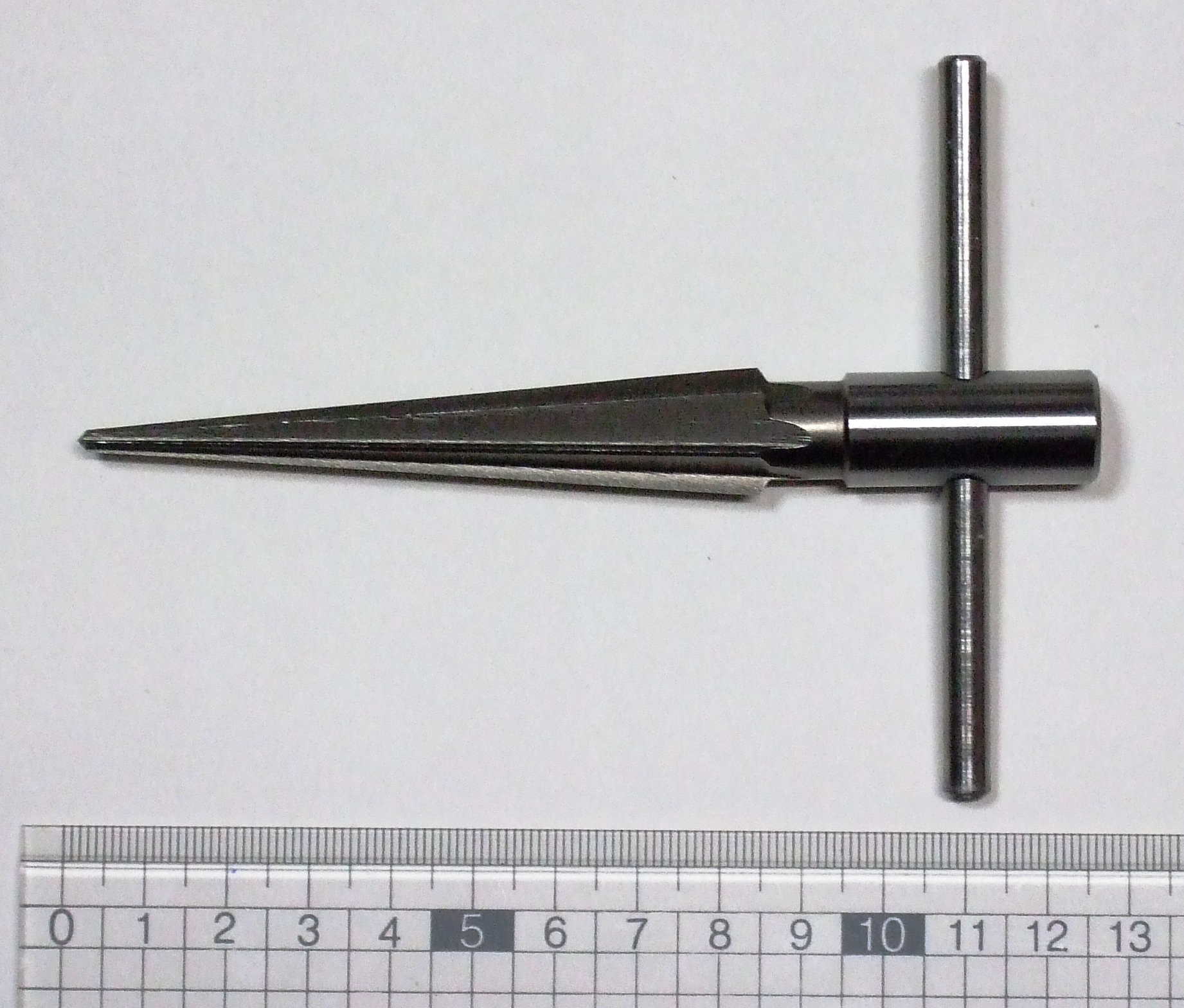
非精密型錐型鉸刀

非精密加工用的鉸孔刀可用於清除鑽孔孔口的毛刺，或擴大孔徑。該工具主體逐漸變為錐狀收窄至一個尖端。通常它的一個直徑通常不超過半英寸的主體組成，其大端有一根橫桿作為手柄。它特別適用於處理鋁、銅和軟鋼等較軟的金屬材料。
這種鉸孔刀多用於基本的孔擴大或去除毛邊，並不追求高度準確性。類似的工具也可以在一些瑞士刀上看到，例如電工型號，用於在導管上使用。由於它缺乏精確的切削設計和控制，因此在一些應用中可能產生不平滑的孔壁或振動。較為精密的工作通常需要使用其他類型的鉸孔刀。

## 刀具材料
| 常見的刀具材料 | 應用                                                                      |
| -------------- | ------------------------------------------------------------------------- |
| 高速鋼         | 最常用的。 物美價廉。                                                     |
|                | 硬度達67 RC鋒利的刀刃，這意味著更少的切削力。                             |
|                | 高鈷版本是非常耐熱，因而非常適合擴孔磨料和/或加工硬化材料，如鈦和不銹鋼。 |
| 碳化鎢         | 價格比高速鋼貴。                                                          |
|                | 硬度可達92 RC。 將拖垮高速鋼（通常由約10：1）擴孔鋼時。                   |
|                | 需要鉸淬硬材料。                                                          |

## 潤滑
在擴孔摩擦的過程中引起摩擦熱。適當的潤滑冷卻工具的壽命。潤滑的另一個好處包括可以使用更高的切削速度。 